# Sincronía (serie de televisión)
Sincronía es una serie web mexicana de suspenso escrita, producida y dirigida por Gustavo Loza que nos plantea tres incidentes narrados desde cuatro puntos de vista. El espectador puede ver en el orden que desee cada uno de sus bloques en los que se abordan temas de alto impacto de la realidad mexicana como lo son: la trata de blancas, secuestro y pederastia.  Fue estrenada a través de la plataforma Blim el 1 de marzo de 2017.

## Sinopsis General
Tres historias, cuatro puntos de vista y doce personajes a quienes crees conocer te darán una dosis de realidad hasta adentrarte en sus intereses y sinsabores, en un México real y actual donde sólo tú eliges cómo ver la realidad...
Bloque 1 "El mirrey desaparecido"
Después de un viaje a Acapulco, la vida de Santiago corre peligro. Alrededor de este hecho se narran cuatro historias relacionadas:
- El socio incómodo: un atractivo empresario divorciado que lleva una vida de millonario sin necesariamente serlo.

- El chófer desesperado:  Con necesidad de pagar los XV años de su hija.

- La actriz trepadora: Una guapa actriz en proceso, con un pasado oscuro

- El Mirrey desaparecido: El hijo único, de clase alta con necesidad de vengar a Carla de su exnovio.

Bloque 2 "El suicidio de la escort"
Danka llega a México con la ilusión de ser modelo, sin embargo, cae en manos de una red de trata de blancas. Alrededor de este hecho se narran cuatro historias relacionadas:
- La del empresario corrupto:  Se dedica a la construcción y trata de superar la afectación económica del malogrado negocio de su socio. (bloque 1)

- La de la escort “suicida”: Una hermosa chica griega que viene a México con la ilusión de hacer carrera de modelo.

- La de la tratante de blancas: Mujer que lleva una doble vida, dueña de un albergue para niños y es la cabeza de una red de trata de blancas de alto perfil.

- La del periodista valiente: Dedicado a la nota roja y con el sueño de llegar a ser escritor y publicar una novela policiaca.

Bloque 3 "El cura pederasta"
Una mañana, después de una celebración religiosa, un alumno de la escuela, José, de quince años, sube a la azotea y se arroja desde allí. Alrededor de este hecho, contamos cuatro historias relacionadas:
- La del cura pederasta: Abusador de la fragilidad de José y culpable de su muerte.

- El alumno atormentado: Compañero de José, que decide denunciar los hechos.

- La madre devota:  la madre de José, que niega lo sucedido hasta que toma conciencia de lo que le ocurrió a su hijo.

- El conserje silencioso: Portero de la escuela, que sin saberlo, tiene los elementos necesarios para denunciar el crimen.

## Reparto
BLOQUE 1
- Juan Pablo Medina como Alberto (El socio incómodo).

- Silverio Palacios como Remigio (El chófer desesperado).

- Sofia Sisniega como Paola (La actriz trepadora).

- Yankel Stevan como Santiago (El mirrey desaparecido).

BLOQUE 2
- Eduardo Arroyuelo como Demian (El empresario corrupto).

- Denia Agalianou como Danka (La escort “suicida”).

- María Rojo como Adelaine (La tratante de blancas).

- Armando Hernández como Joaquín (El periodista valiente).

BLOQUE 3
- Kevin Z. Palmer como Odín (El Conserje Silencioso).

- Costanza Andrade como Alejandra (La hermana).

- Gerardo Trejo Luna como Orozco (El cura pederasta).

- Christian Vega como Bernie (El alumno atormentado).

- Úrsula Pruneda como Martha (La madre devota).

- Enrique Arreola como Margarito (El conserje silencioso).